# Allard J2R
Der Allard J2R, auch Allard JR, war ein Sportwagen, der 1953 bei Allard entwickelt wurde.

## Entwicklungsgeschichte und Technik
1946 gründete der britische Autohändler und Rennfahrer Sydney Allard die Allard Motor Company Ltd., ein Unternehmen, das sich mit dem Bau von Sport- und Rennwagen beschäftigte. Allard hatte schon in den 1930er-Jahren Rennwagen gebaut und stellte die Fertigung nunmehr auf professionelle Beine.
In den 1950er-Jahren entstanden die Modelle J2, J2X und J2R. Während der J2 und der J2X Karosserien mit freistehenden Rädern hatten, die äußerlich mehr Monoposto-Fahrzeugen als Sportwagen ähnelten, hatte der J2R eine vollverkleidende Karosserie. Der Aufbau des Fahrgestells wurde vom J2X übernommen. Der Motor wurde von Cadillac geliefert. Der 5,4-Liter-V8-Motor war 9:1 verdichtet, leistete 270 bhp (199 kW) bei 4800/min. und beschleunigte den Wagen auf ca. 210 km/h.

## Renngeschichte
Gefahren wurden die Wagen bei Sportwagenrennen zwischen 1953 und 1958. Bei 39 Starts gab es drei Gesamt- und Klassensiege. Zum ersten Mal gefahren wurde ein J2R von Sydney Allard selbst bei einem nationalen Sportwagenrennen in Großbritannien, wo er Dritter wurde. Beim 24-Stunden-Rennen von Le Mans 1953 lag Philip Fotheringham-Parker in einem J2R in den ersten vier Runden überraschend in Führung, ehe ihn ein früher Bremsdefekt zur Aufgabe zwang.
Das Allard-Werksteam konnte mit dem Wagen keine Siege erreichen; diese wurden allesamt vom US-Amerikaner Bob Bucher bei Rennen zur nordamerikanischen SCCA-Sportwagen-Meisterschaft erzielt.